# 女子高生 (漫画)
『女子高生』（じょしこうせい）は、大島永遠による漫画作品。

## 作品概要
当初、「女子高生」のタイトルで双葉社刊『Weekly漫画アクション』に連載していたが、同誌の休刊でタイトルを「女子高生-バカ軍団-」に変え、新雑誌『COMIC HIGH』に移る。しかし、これも6か月で休刊。その後、新雑誌『コミックハイ!』（前述の『COMIC HIGH』のリニューアル版）の目玉として、タイトルを再び「女子高生」に戻し連載を再開するが、2007年7月号をもって第1部が終了した。この時点で再開は未定であったが、作者は続編を書きたいという意向を自身のブログにて発表していた（なお、単行本については、当初は「女子高生」のタイトルだったが、アニメ化を受け、新装版リリースの際に、「女子高生Girls-High」に改題された）。
2010年8月創刊の新雑誌、隔月刊『COMICすもも』VOL.1より、「女子高生Girls-Love」の連載が開始された。本作は「女子高生（Girls-High）」の改題・続編ではなく、数年後の咲女を舞台とする新シリーズ・新レーベルとなっている。「女子高生Girls-Love」は、単行本発売を機に「女子高生Girls-Live」と改題した後、掲載誌を『コミックハイ!』に移し、2012年5月号より2015年4月号まで概ね隔月ペースで連載された。
また「女子高生Girls-High」の読み切りが2010年10月18日発売の『漫画アクション』、10月22日発売の『コミックハイ!』にそれぞれ掲載された（各々別作品）。さらに、『ビッグガンガン』2013年10月号に、出版社の垣根を越えて「女子高生Girls-High出張編」が掲載された。そして、「女子高生Girls-High 2nd season」が『コミックハイ!』2014年4月号より連載開始されたが、『コミックハイ!』の休刊に伴い、『月刊アクション』に移籍、タイトルを「女子高生Girls-High」に改題して2015年8月号より連載を再開し、2016年8月号にて完結。
単行本は新装版全9巻が、他メディアに合わせた「女子高生Girls-High」のタイトルで発売された（後に、雑誌初出時に「女子高生Girls-High 2nd season」であった分が、”「女子高生Girls-High」の新装版第10巻以後”という扱いで単行本化されている）。文庫版は4巻で打ち止めとなっている。コミックとらのあなにおいて、ポイント交換商品としてドラマCDも製作された（現在交換は行っていない）。2006年4月からはタイトルを「女子高生 GIRL'S*HIGH」としたテレビアニメ（UHFアニメ）も放映された。
女子校に通学していた経験のある作者の体験をふんだんに盛り込んだ、「女子高生の実態」をリアルに描くギャグ漫画として人気を集めている。日本国外ではアメリカ、カナダ、イギリス、フランス、ドイツ、スペイン、韓国、台湾など、15か国で出版されている。

## あらすじ

### GIRLS-HIGH
主人公の高橋絵里子は、中学校からの親友の鈴木由真と佐藤綾乃と一緒に「私立山咲女子学園富士高等学校（通称『咲女』）」に入学。女子校に対して夢と憧れを抱いていた絵里子だが、入学前に学校へ侵入した際、汚れた部室、だらしない上級生、男に免疫が無くなったため同性愛に走る女、下ネタ丸出しの生活態度といった、由真曰く「カッコつける相手がいなければ女は落ちるところまで落ちる」という女子校の実態を叩き付けられる。
「自分はスタイリッシュな女子高生になってみせる」と固く決意する絵里子だが、結局は女子校に染まっていくのであった。

### GIRLS-LIVE
GIRLS-HIGHより数年後。高等部から咲女に入学した、田中花子・渡辺真理子・山田亜季子の3人はそろって、入学式に遅刻してしまい、ひょんなことからトンチキ軍団を結成することになる。次から次へと怪しげな部を創設し、下品な言動をおこなうトンチキ軍団に田中カナをはじめとする一部の内部生は眉をひそめるが、彼女たちもやがてトンチキ軍団のペースにまきこまれていくのだった。

## 登場人物

### GIRLS-HIGH

#### バカ軍団
「バカ軍団」は当然正式名称ではなく自称もしていないが、周囲からそのように呼ばれている。自らも「一軍」「二軍」という使い方はしているほか、モノローグ中での表記にも用いられている。一軍と二軍の違いは、出番の多さとキャラの濃さで決まる。実は、全ランクのグループの中でも最も常識的な感性の持ち主の集団だったりもする。また、第4話でも「バカ軍団」という表現が出てくるが、ここでは学習内容が理解できない集団という意味であり、この意味での「バカ軍団」に絵里子と姫路は該当しない（小川はこの時点では未登場）。

##### 一軍
高橋絵里子（たかはし えりこ）
声 - 生天目仁美
誕生日：1990年9月20日、血液型：A型、身長：160センチメートル、体重：52キログラム、スリーサイズ：B87/W60/H89
この作品の主人公。外部生（高校から入学した生徒のこと）。由真達からは「絵里子」、綾乃からは「絵里ちゃん」、小川からは「絵里子ちゃん」と呼ばれている。
胸は大きいが、本人はそれを良く思っておらず、中学生時代は、胸の小さな由真をうらやましく思っていた。
小学校時代に『上北小の核弾頭』の異名を名乗り、市立上石神第二中学校から咲女に入学。
勉強はものすごくでき、咲女の入学試験は首席で合格し、学力試験では常に学年トップクラスの成績である。しかし、運動能力と美術センスはかなり悪く、特に運動能力はゼロに等しい。また、勉強はできるが、聡明と言うわけではなく、日常生活では愚行が多い。
綾乃と由真の仲を裂こうとした桃香の嘘を極めて論理的に看破したりと、シリアスな場面では洞察力の高さが窮地を救うこともある。
入学当初は外部生ということもあり、女子校に全く馴染めなかったが、次第にクラスの中でも人気者になる。
自らの提案で女を磨くための「セレ部」を発足し、その部長に就任することに（小田桐に顧問就任を断られたこともあり、この部は学校非公認。また、部長とはいえ、その美意識は桃香には遠く及ばない）。
修学旅行では香田、宝塚組らと同じ班。あまり話さなかった宝塚組と仲良くなろうとするなど、リーダーシップを存分に発揮した。
鈴木由真（すずき ゆま）
声 - 浅野真澄
誕生日：1990年5月5日、血液型：O型、身長：165センチメートル、体重：47キログラム、スリーサイズ：B80/W56/H84
外部生。絵里子達からは「由真」、綾乃と小川からは「由真ちゃん」と呼ばれている。
一人称は「由真」だが、妹の桃香の前では「私」に変わることもある。
運動神経が良く（100メートル走のタイムは12秒5）、部活推進週間になると各運動部から引っ張りだこ状態になる。
第二次性徴が遅く、中学生時代から胸が小さいのをコンプレックスに思っていた。また、胃下垂なので食べても太らず、体毛もあまり生えない体質のため、絵里子や香田からはうらやましがられている。生理痛が酷い体質。
公立高校への入学を志望していたが、受験に失敗したため咲女へ入学した。
綾乃とは小学校から、絵里子とは中学校からの友人。綾乃とは、学校で2人きりで陰毛の処理を手伝ったり、修学旅行先でタンポンを入れてあげたりと尋常ならざる関係。綾乃が由真に甘えているようである。中学時代、絵里子とは当初犬猿の仲だった（「何となく気に入らない」という一方的な理由で、由真の方から因縁をつけたのだが）が、次第に打ち解けて仲良くなった（原作では「何となく」の一言だけだが、アニメ版では第8話前半でその切っ掛けが描かれている）。
音楽と体育以外は「1」と「2」ばかりであるなど成績は悪いが本人はその状況を楽しんでいる節すらある。
妹の桃香とは仲が悪いように見えるが、彼女がピンチな時はいつでも身を挺して助けに行く良き姉。
絵里子達に対して日頃何かと気を使ったりと、正義感が強く姉御肌なところもある。また、身体検査の際に最短ルートを考え出す、プールで小田桐と松尾にナンパされたこと(※小田桐と松尾は由真とは気づかずにナンパしていた)を幾度となく引き合いに出して脅す、といった悪知恵が働く部分もある。
好物は桃香が作るアボカドサラダ、クリームチーズ冷奴。
「セレ部」での役職は副部長。
修学旅行では部活青春グループ班にいた。マッチョ松尾らに遠泳に付き合わされるなど、散々な目に遭った。
佐藤綾乃（さとう あやの）
声 - 能登麻美子（ドラマCDでは川澄綾子）
誕生日：1991年1月20日、血液型：B型、身長：158センチメートル、体重：49キログラム、スリーサイズ：B80/W60/H83
外部生。絵里子達からは「綾乃」、小川からは「綾乃ちゃん」と呼ばれている。
模範的平凡バカ。眼鏡、三つ編み、成績は中の中(ただしテストの点数は悪い)と目立った特長が無いのが特徴、だったのだが2巻以降からは乙女思考全開の「ブリバカ」キャラが徐々に定着していった。最初から乙女思考だった訳ではなく、中学時代にとったある行動が人格形成に大きく影響している。また、耳年増でオヤジ語にやたらと詳しかったりする。
由真とは小学校から、絵里子とは中学校からの友人。由真の項で書いたように由真とは仲の良さ以上の恋愛感情にも似ている甘えたような信頼関係にあり、綾乃の本命が由真なのではないかと絵里子に思われたこともあった。文化祭で下高谷という彼氏ができてからは彼氏のことにばかり構うようになり、付き合いが悪くなったため、嫉妬した絵里子や由真には裏切り者扱いされ、しょっちゅうデートの邪魔をされている。下高谷とは、互いが内緒で出席した合コンで対面した時にも2人きりの世界を作ってしまう等、周囲も突っ込む気力を失くすほどのバカップルぶりを披露している。
「セレ部」での役職は書記。
修学旅行ではオタクグループに入ることに。ただし、入った当初は他メンバーの言う「王子様」の正体に気付けなかった。
アニメ版でも完全にいじられ役。彼氏と2人きりの世界を作っている所をよく絵里子や由真に突っ込まれている。
香田あかり（こうだ あかり）
声 - 雪野五月（現・ゆきのさつき）
誕生日：1990年11月17日、血液型：AB型、身長：161センチメートル、体重：50キログラム、スリーサイズ：B81/W59/H85
内部生（中学から入学している生徒のこと）。絵里子達からは「香田」、綾乃からは「香田さん」、小川からは「香田っち」と呼ばれている。
最初は絵里子達と衝突していたが、打ち解けてからは大の仲良しに。
自信家で目立ちたがりで仕切り屋。また実家がお金持ちのため、エステやブランド物にもよく手を出して大量の出費をしている（ローンの残りが多い）。
乗り物には弱く、すぐ酔う上に症状も激しい。
中等部時代は、クラスで孤立しがちだった奈緒を周囲に溶け込めるように便宜を図るなど、行動的な一面もある。
女優を目指しており、よく奇抜な衣装で登場するが、所属している演劇部では無機物や馬の足などの役しか与えられていない。
なぜか後輩の女の子からはモテており、バレンタインデーには後輩女子からチョコレートを送られることもあった。ちなみに歌はあまり上手くない。
目が悪く普段はコンタクトを使用しているが、ごく稀に眼鏡を掛ける時もある。その際にヘアバンドを取って髪を下ろすと別人のような顔になる（本人も一発芸にしている程）。
「セレ部」での役職は会計。クラスでは絵里子と共に、自治委員や旅行委員を務めた。
修学旅行では絵里子、及び宝塚組と同じ班。絵里子と協力して宝塚組に接近を試みるも、基本的に逆効果。
アニメ版では奇抜なコスプレなど、彼女の言動の空回りぶりがいかんなく発揮されていた。しかし、第9話では彼女の演劇に取り組む姿勢が真剣であることが強調されており、単なるお調子者でないことが示唆されている。

##### 二軍
姫路京子（ひめじ きょうこ）
声 - 氷上恭子
誕生日：1991年2月8日、血液型：A型、身長：165センチメートル、体重：49キログラム、スリーサイズ：B90/W59/H86
内部生。絵里子達からは「姫路」、綾乃からは「姫路さん」、小川からは「姫ちゃん」と呼ばれている。
精神年齢がバカ軍団の中では一番高いような感じで、実年齢より大人びているような感じでもある。バカ軍団の中では唯一の非処女。
中等部時代はジャニーズアイドルの追っかけをしており、今より遥かに体重はあったが、中学3年生の頃に当時担任の小田桐に一目惚れ。ダイエットを試みて17キログラムの減量に見事成功（アニメ版では絵里子たち3人がきっかけを与えたことになっている）、いざ告白という所まできたが小田桐がナルシストということを知って失恋。
「中学3年間教師以外の男と一度も口を利いたことが無い」と言っていたほど男とは縁が無かったが、絵里子達と行った合コン以来（アニメ版ではバイト先で下高谷の同級生と知り合ったことがきっかけ）、男子との交際に関してはバカ軍団の中で一番進むようになる。生粋の面食いで惚れっぽい性格故に、彼氏を取っ換え引っ換えしており、その異性関係に関する軽薄さは時に親友である小川にまで呆れられるほど。だが、恋愛に対してはいつも真剣である。
部活はバスケットボール部に所属。部活の時間はバカ軍団に荒らされることのない唯一の憩いの場となっている（しかし一度荒らされた経験がある）。
中等部1年の頃からいつも一緒に行動している小川とは同学年ながら、姉妹どころか親子に間違われることがある（小川の容姿が幼すぎることも一因）。実際に彼女の小川に対する眼差しは、友情というものを通り越して母親のような慈愛すら感じさせるものがある。
修学旅行ではギャルグループと行動を共にしていた。バカ軍団で一番恋愛経験が豊富なせいか、彼女らとよく話が合った。
上記の様な言動からかなり軽い性格のように思われるが、アニメ版では第3話では彼氏と決別してでも小川を救出しに行く、第9話でも香田の「自分の運命に前向きに立ち向かっていきたい」といった旨の言葉に涙を流して彼女を抱きしめるといったシーンが挿入されるなど、彼女の友達思いの側面・気風の良さが強調されていた。
小川育恵（おがわ いくえ）
声 - 石毛佐和
誕生日：1991年3月2日、血液型：O型、身長：147センチメートル、体重：38キログラム、スリーサイズ：B76/W54/H78
内部生。絵里子や由真からは「小川ちゃん」、綾乃からは「小川さん」、香田や姫路からは「小川」と呼ばれている。
幼さの残る小柄な容姿と、笑顔を絶やさない明るく優しい性格もあって、皆から妹のように可愛がられており、特に姫路とは中等部入学時からの親友の間柄。彼女を「姫ちゃん」と呼び、実の姉のように慕い、いつもくっ付いている。
いわゆる天然ボケ。薬局の娘で、いつも数多くのサプリメントを持ち歩いている。縞模様のレッグウォーマーを履き、手作りのリボンをしている。
女子校生活が長いわりに、女子校に染まっておらず純真である（ただ、壮年の男性教師にときめく、いわゆる重度な「目腐れ」ではある）。
修学旅行では、その独特な感性から不思議ちゃんグループと同じ班に。服の胸の部分をハート型に切り取られるといったことがあった。
アニメ版においても、第3話でラブホテルの目的が分からないなど、実年齢より幼い行動が目立つ。

#### 絵里子達のクラスメイト
小柴奈緒（こしば なお）
声 - 黒河奈美（4話）、武田華（7話）、松元恵（12話）
内部生。宝塚歌劇団の男役のような雰囲気を持っている生徒。
さやかとは常に一緒に行動する親友で、恋人のような雰囲気すらある。さやかが甘え、奈緒がひたすら世話を焼くという役割分担になっている。いちゃつくというより、2人だけの世界を静かに作っている、孤高の2人。
中等部3年生の時に、両親が離婚する時も双方から厄介者扱いされていた。
動物好きで、校内に迷い込んできた犬（柴犬のプックル）の面倒を見ており、中学の修学旅行の際にはあかりから「旅行委員動物愛護班」に任命された（ちなみに、プックルは中学卒業後に奈緒が引き取った）。
学業成績は中の上くらいだが、全体的な記憶力は弱いようで、さやかからは「鳥頭」と言われている。
アニメ版では登場するたびに声優が変わっており、第7話で綾乃に「この前と声が違うような気がする」とメタな発言をされている。
毛利さやか（もうり さやか）
声 - 又吉愛（7話）、小林美佐（12話）
内部生。奈緒とは逆に優雅な雰囲気を持っている。徹底したナチュラリスト。奈緒とは親友同士。
肌が弱いため、修学旅行で入浴した時は奈緒に素手で体中を洗ってもらい、絵里子たちを凍りつかせた。
ナチュラリストになった訳は意外と深刻で、中学1年生の時に重度のアトピーで長期入院し、留年した過去を持つ。しかし腕力は意外とある。
本田美代子
オタクグループ。同人誌作家としてもデビューしていて、ペンネームは汐那岐庵嬬（しおなぎあんじゅ）。
高木さん
オタクグループ。リボンが特徴的。大人しくて、優しい性格。オタクグループという先入観に加えて、普段は黒縁眼鏡をかけているため、ほとんど気付かれていないが、実はなかなかの美少女。ただし極度の遠視のため、眼鏡をはずすと目の小さな地味顔になる。
大錦ありさ
オタクグループ。アニソンが特技。悩みは男のこと（漫画やゲームの）。
豊泉さん
オタクグループ。髪をソバージュにしている。
松山さん
オタクグループ。影が薄いが、成績は絵里子に次いで優秀。だが、問題の覚え方がカップリングを絡めるので、パンピーの絵里子達には良く分からない。
赤坂海
不思議ちゃんグループ。将来の夢は美容師。髪の色はピンクで、口癖は「〜なのです (DEATH)」。
犬飼凛
不思議ちゃんグループ。外池とインディーズブランドを立ち上げている。好きな場所は原宿。海とはバンドの追っかけ仲間。優等生。
外池陸
不思議ちゃんグループ。犬飼とインディーズブランドを立ち上げている。ピアスを全身につけている。
大和みつる
部活青春グループ。バレーボール部の副部長。勉強はあまり得意ではないが、溌溂とした姉御肌タイプの性格で、後輩からの信頼が厚い。腕力が自慢。普段から体操着でいることが多い。全国大会の制覇と、卒業後にプロの選手になることが夢。「〜よん」が口癖。読者人気投票で10位を勝ち取り、サブキャラながらも人気が高い。
稲葉ほのか
部活青春グループ。色黒で、関西弁をしゃべる。底抜けに明るい性格で、お祭り騒ぎ等も大好きなことからバカ軍団とも話が合う。所属部は不明。優等生。
里見わかな
部活青春グループ。陸上部に所属。自分より足の速い由真を陸上部に勧誘している。香田のことをあまり快く思っていない節がある。
広田瑠菜
ギャルグループ。カラコンをつけている。
新山柚菜
ギャルグループ。いつも冷静で、あまり表情が変わらない。愛煙家。
長久保陽菜
ギャルグループ。内部生。昆虫全般が苦手。カラコンをつけている。優等生。
椎名音々
カリスマギャルグループ。内部生。とある雑誌の読者モデル。彼氏はカリスマDJ。
桜田奈々
カリスマギャルグループ。内部生。椎名と同じく、読者モデル。彼氏はカメラマン。

#### 咲女の先生
小田桐雄一郎（おだぎり ゆういちろう）
声 - 真殿光昭
25歳。絵里子達のクラス担任。化学教師。通称「アイドル小田桐」（「アイドル」はアイドル的な格好良さではなく、アイドル好きの姫路に好かれていたことに由来する）。軽音楽部顧問。身長181cm。
絵里子に言わせれば容姿は中の上程度だが、女子校であるゆえに比較対象が周りにいないため、若い男の先生というだけで生徒からモテているのだという。しかし、ナルシストなところがある。
高所恐怖症で、観覧車の頂上にいた時は恐怖のあまり気絶した。
バカ軍団からはたびたび振り回されているが、中等部・高等部の両方で化学の授業を受け持ち、部活の顧問を任されていることからも、先生として生徒からは信頼を置かれている様子。
プールで松尾と一緒に間違えて絵里子と由真をナンパしてしまい、それをネタにバカ軍団からゆすられたこともある。
酒乱癖があり、修学旅行の際には酒に酔った勢いで大暴れした挙句、岩戸の額に落書きまでするような失態を犯した。
中等部の化学の先生として赴任した際、自己紹介の場面で好みのタイプを聞かれ、「ご想像にお任せするよ」と答えた。この時の彼は香田達によって何度も真似される程のネタと化している。
Girls-Liveでは30歳。
松尾薫（まつお かおる）
声 - 奥田啓人
29歳。体育教師。通称「マッチョ松尾」。陸上部顧問。自分の筋肉を何よりも自慢に思っている。
視力も異常に良く、山中で遭難した絵里子を遠方から見つけ出したり、顔を見なくても体型だけで女生徒の名を言い当てられるという特技の持ち主である。
かなりの酒豪でもあり、修学旅行時の宴会の際には他の教師全員が飲み過ぎでダウンしている横で、1人だけガイド達と盛り上がっていた。
その筋肉と体毛の濃さにより、基本的には絵里子を始め、教え子達からは気持ち悪がられている身だが、決して悪い人間ではない。運動部グループの生徒からは非常に人気がある。また、小田桐とは休日も一緒に行動するほどの良き友人同士だったりする。
Girls-Liveではなぜか31歳。
岩戸（いわと）
学年主任。担当教科は古典。通称「ヒトラー岩戸」。堅物で規則や身なりに厳しい。
犬好きであり、香田達が中等部の頃の修学旅行の際には、学校で飼っていたプックルも同行できる様に便宜を図った。
亀井（かめい）
保健体育教師。通称「ミス亀井」。
生徒には淑女らしい態度を身に付けてほしいと思っているが、口うるさいために嫌われている。「ミス」というあだ名から独身と思われるが詳細は不明。持ち物検査の際に姫路のカバンからコンドームが出て来て没収した際には姫路から「(亀井先生には)使う相手もいないのに」と言われている。
原（はら）
数学教師。通称「ルート原」。
香田曰く、「頭の中が連立方程式」「何事にも納得のいく理屈と答えを求め出す数学バカ」。
口癖は「ゆえに」。どんなことでも理屈の通った言い訳をされれば、簡単に誤魔化される。
文化祭やバレンタインなどの際には、必ずきらびやかなタキシードを着て参加する。
金沢（かなざわ）
音楽教師。桃組担任。通称「ラブリー金沢」。
若手の女性教諭で生徒達からは姉のように慕われており、親しみを込めて「ラブリー」というあだ名がついたという。実は見た目ほど真面目ではないらしい。
中川（なかがわ）
生物教師。桃香のクラス担任。通称「マリオ」。
絵里子達にキノコ採り名人のような扱いを受けたこともある。マッサージが上手い。
おじいさん先生（仮）
バカ軍団の1年時の担任で、2年では菊組担任。本名は不明。
年配の男性教諭で存在感が薄く、この先生の授業の時は生徒が好き放題してサボっていることが多い。
アニメ版には登場せず、小田桐が1年から続いて担任を務めているという設定になっている。
シュバイツァ・ルーズベルツハーゲン
中等部の外国人教師。ドイツ出身。
小川が中等部の時に憧れていた。

#### その他
下高谷孝則（しもたかたに たかのり）
声 - 水島大宙（ドラマCDでは加瀬康之）
綾乃の彼氏。文化祭（アニメでは合コン）で綾乃と知り合うものの、それ以降はバカ軍団に弄ばれる身となった。ルックスは悪くない。
一人称は「僕」で、バカ軍団にも敬称をつけて呼ぶなど丁寧な話し方をする。
私立武蔵ヶ丘高校（咲女近隣の男子校）の生徒会長。純情・清潔・真面目な性格をしており、綾乃とは清い交際を続けている（確かにお似合いではあるのだが、周りの状況を見ず、2人きりの世界を作っていることが絵里子達の不満の種となっている）。
綾乃の家族には名前が複雑で言いにくいことをネタにされ、「シモカタカニ カタノリさん」「下ネタ好きさん」「型破りさん」「下仁田ネギ」「シロツメクサ」などと呼ばれている。絵里子の家族からは苗字呼び捨てで呼ばれる。親は大学病院の医者であり、金持ちであるが、本人は自力で生計を立てていくつもりで、しっかりした考えも持っている。
香田の兄の所属するインディーズロックバンド「ポイズンキッス」の大ファン。
西園寺マリ（さいおんじ マリ）
声 - 高橋美佳子
内部生。絵里子達と同学年（違うクラス）の金髪ツインテール。いわゆる「黙っていれば可愛い」タイプ。
香田とは中学時代から色々と因縁のある仲で、激しいライバル心を燃やしており、何かと対抗している。だが、その実力は（男性との付き合いが少なくないことを除けば）香田とある意味同レベル。アニメ第4話にてコスプレ同好会に所属していることが明らかにされ、「目立ちたがりという点では香田と一緒」と姫路に言われている。
雲雀丘泉（ひばりがおか いずみ）
マリのクラスメートで、よくマリと共に行動している。旅行委員会では進行役を務めた。
江崎（えざき）
声 - 櫛田泰道
孝則の友人。何人も女を股がけするプレイボーイ。合コンを途中で抜け出し、姫路の処女を奪っていた。アニメ版では第3話の時点で姫路が既に非処女という設定のため、小川に声をかけラブホテルまで連れて行った。
高橋大地（たかはし だいち）
声 - 武田華
絵里子の弟。姉の突飛な行動に振り回されることが多い。小学6年生にしては冷めた性格をしている。成長期。
鈴木桃香（すずき ももか）
声 - 清水愛
由真の1歳下の妹。相手によって態度をコロコロ変える、長女に似て二重人格。
まだ男に特別興味は無いが、容姿は芸能人並の美少女のため、街を歩けばナンパの誘いや芸能事務所からのスカウトに遭うことがしばしばあり、毎回軽くあしらっている。その容姿に加え、勝気で意地っ張りな所が災いして、同学年の女友達はいない。
常に自分を美しく保つための努力を怠らない完璧主義者であり、そこを評価した絵里子によって「セレ部」部長に無理矢理就任させられる（夏休み特別編1では、絵里子が「部長」で桃香が「部長2」ということになっている）。
保健委員を務めているが、あみだくじで負けたという理由であり、マトモに働いていない。
香田にとっては天敵の相手で、彼女をよく「デコっぱち」と呼ぶ。
幼少の頃から由真に助けられ続けた反動で、由真にコンプレックスのようなものを持っており、由真と綾乃の仲を引き裂こうとしたこともあるが、絵里子率いるセレ部員としても板に付いてきた。
由真に対しても口では嫌っているように振る舞うが、料理が作れない彼女の代わりに台所に立ったり、誕生日にはきちんとプレゼントしようとしたりと、姉のことが好きな模様。いわゆるツンデレの節がある。
成績に関しては由真とどっこいどっこいの模様で、由真と揃って長姉の由利香に激怒されるシーンがある。
木梨由利香（きなし ゆりか）
由真・桃香の年の離れた姉。既婚で2人の娘がいる。
旦那の木梨裕也の前では猫を被って良き妻良き母親を演じているが、彼が席を外した途端、妹達に対しては非常にきつく当たる二重人格。女子校出身。嫁姑バトルの勝利者でもある。
手編みのミトンをプレゼントするといった、妹2人への気遣いを忘れない一面もある。
香田たけし（こうだ たけし）
香田の兄。自称ロックミュージシャンでインディーズロックバンド「ポイズンキッス」のメンバー。曲目には『キラーマシン』『リビングデッド』『パペットマン』などがあり、下高谷は彼の大ファン。
端から見れば単なるダメ人間であることから、実の妹からも呆れられている。
決して根は悪い人間ではなく、誰に対してもフレンドリーなところや自分のことをハーフだと名乗るなど、その底抜けに明るくお調子者な性格と行動パターンは良くも悪くも妹似。
また、頼まれてもいないのに他人の物にサインをする傾向がある。
アニメ版では出てこないが、第8話で香田に男の話題として出されるので、いることはいるということになる。
佐藤史乃（さとう ふみの）
声 - 斎藤恵理
綾乃の姉。23歳。美貌と色気を活かし、キャバクラ嬢として働く。1990年代の若者用語をよく使う。下高谷の相談を聞く等、性格は悪くはないようである。香田たけしと交際しており、番外編ではそのバカップルぶりが見られる。
佐藤タエ子（さとう タエこ）
声 - 磯部万沙子
史乃・綾乃の母。源氏名は蝶子。48歳。スナックを経営している。夢見がちな綾乃とは対照的に、現実的な性格。下高谷に対しても最初は冷たい態度を取っていたが、彼が医者の息子と知るや綾乃との仲を進展させようとするなど（綾乃のことを思って）、見え見えの態度を取る。史乃の父と綾乃の父は別人らしい（どちらも現在は同居していない）が、綾乃が高校2年生になるまで、そのことを隠していた。
喜屋武陽子（きゃん ようこ）
絵里子達が沖縄県に修学旅行に行った時のバスガイド。
女子高生パワーや教師にも物怖じしない、強気かつ姉御肌で、頼り甲斐のある人物。

### GIRLS-LIVE
GIRLS-HIGHに登場した咲女の教師たちが再登場する。また、GIRLS-HIGHではバスガイドをしていた喜屋武陽子がスクールカウンセラーとして登場する。高橋大地が高校1年生、アイドル小田切が30歳となっていることから、GIRLS-HIGHのおよそ5年後の世界だと思われる（ただし、GIRLS-HIGHで29歳であった松尾はなぜか31歳となっている）。

#### トンチキ軍団
実はトンチキ軍団の3人は小学生の時に出会っているのだが、そのことを覚えていたのは真理子だけだった。
田中花子（たなか はなこ）
この作品の主人公。外部生。真理子からは「お花ちゃん」、亜季子からは「お花」、カナからは「田中花子」、大地からは「花子」と呼ばれている。
トンチキ軍団の中では背も胸も真ん中（Cカップ）。
怪しげな非公式の部を真理子らとつくっては活動している。他人の視線を一切気にしない性格で、異性や同級生の前でも平気で下ネタを口にするなど下品な言動が多い。
タンポンの構造を利用して作った「タンポンミサイル」やローファーにローラーを取り付けた「ローファーブレード」を自身で開発するなど発想力に長け手先も器用である。
また、綺麗好きで部屋はいつも整理されているが本人は「巣作り本能」「テリトリー意識」と考えは野性的。
下着を装着することを異常に嫌がり、下着を着けずに済む方法を日々、模索している。特に、夏場は蒸れないからという理由で褌を締めることが多い。本人曰く「ふんどっしゃー」。家では隠れ裸族である。
高橋大地という幼馴染がいるが、パシリとしか思っておらず、恋愛対象には見ていない。また、兄がいるが、兄の前でも恥じらうそぶりを見せず、大胆な態度をとる。一方、カナに対してはことあるごとにスキンシップをとろうとしたり、「嫁（い）き遅れたら私がもらってやる」と言うなど好意を隠そうとしない。
学校の成績は平均レベル。
渡辺真理子（わたなべ まりこ）
外部生。花子からは「真理子」と呼ばれている。
トンチキ軍団の中で最も背が低いが、胸は最も大きく（Fカップ）、胸を花子に枕代わりに使われることがある。
肩に掛からない長さのツインテールが特徴的で眼鏡をかけたり、かけなかったりする。
情報収集力に長ける上に博識。常識的な事からアダルト系までどのジャンルも詳しい。
文系科目が得意だが理系は苦手。オフの日はチャイナドレスを着ている。
常識はあるが胸の成長をガムテープで止めようとしたり、キャベツを泡立て器で切ろうとしたりとどこか抜けている。また、日本人のほとんどが茶色乳首であると公言している。
山田亜季子（やまだ あきこ）
外部生。花子からは「亜季子さん」と呼ばれている。
トンチキ軍団の中で最も背が高いが、胸は最も小さい（Aカップ）。
厨二病でアウトローを気取り、背中には蝶のタトゥーをいれている。ヘヴィメタル的なファッションを好み、制服のカスタマイズや口調もどこかそっち風。
運動神経が良く、登校検査の際には木や窓を伝って逃れている。
「成績だってアウトローさ」と述べていることから、学校の成績は芳しくないようだ。
カナを溺愛し暴走する花子を見ては、真理子と温かい目で見守っている。

#### 花子たちのクラスメイト
田中カナ（たなか カナ）
内部生。高一蘭組自治委員。花子からは「カナカナ」（髪型から「きしめん」と呼ばれることもある）、美波からは「カナ」、真紀からは「カナちゃん」と呼ばれている。
品行方正な生徒で、中等部では生徒会長を務めていた。
「女子高は汚いとこ」という偏見を持たれてしまうという理由でトンチキ軍団の言動を嫌っていたが、苦手な虫が大量に発生する外トイレの清掃で協力したのを機にトンチキ軍団と仲良くなる。
比較的生真面目な性格から花子に「歩くウィキペディア」と言われ非常に溺愛されている。作中では9割方ツッコミ役でその際に「きしめんビンタ」を多用する。
家庭科部に所属しており副部長。
学校の成績は良いが、クラスで1番ではない。
南美波（みなみ みなみ）
内部生。カナからは「美波」と呼ばれている。脳筋。
ボーイッシュな外見をしている。日頃は髪はポニーテールにしている。髪をおろすと外見がより中性的になり、女子の間から「かっこいい」と歓声があがる。
陸上、水泳、バスケ部を掛け持ちする程スポーツ万能だが勉強面はからっきしで仮進級にまで追い詰められたがカナ、真紀の助けにより赤点を免れる。
小牧真紀（こまき まき）
内部生。カナたちからは「真紀」と呼ばれている。
大富豪の娘。持ち物検査のときにひいお婆ちゃんの形見のアクセサリーを担任に没収されてしまうが、アクセサリーの価値を知った担任が恐れおののいてあわてて返却した。
美波とは親友の仲で彼女が困っている時は権力や金を使って解決しようとするなど、友達思いだがどこか感覚がズレている。
会話するときは共通語ではなく、方言を使う。
佐倉桜（さくら さくら）
外部生。
入試で首席合格した優秀な生徒だが、外見や言葉遣いはギャル系(但し知識内のギャルを超越している)。高校デビューで見た目が変わったが、スッピンは正統派モテ系。下高谷隆浩という恋人と遠距離恋愛している。隆浩曰く2人は清い関係。
ワンルームのマンションに一人暮らししている。

#### 咲女の先生（GIRLS-LIVEで初登場）
速水英（はやみ ひでる）
体育教師。28歳。女性。水泳部顧問で高1全クラスの水泳の授業を担当。自分が水泳のときには生理痛も忘れるぐらいに熱中したことから、生徒にも生理を理由とした欠席を認めなかったが、花子との忍術勝負に負け、生理による欠席を認めるようになった。しかし、その後、花子をくノ一に育て上げようとした。
須藤（すどう）
23歳。地学教師。通称「ストリート須藤」。
友達感覚の軽い調子でわかりやすく授業内容を解説するため、生徒の人気が高い。

#### その他
下高谷隆浩（しもたかたに たかひろ）
佐倉の恋人。佐倉とは中学時代から付き合っていたが、親の転勤で関西に引っ越した。中学時代は地味な外見だったが、関西でギャル男に変貌した。偶然、佐倉も高校デビューしてギャル系に変貌しており、2人の交際は今でも続いている。文化祭のときは佐倉に会いに咲女までやって来た。下高谷孝則の従兄弟。
西園寺紗里奈（さいおんじ さりな）
高一萩組。西園寺マリの妹。カナをライバル視しており、カナに対して色々と策略をめぐらせるが空回りすることが多い。
本人曰く「色恋に関しては百戦錬磨」であり、花子の為にモテるテクニックや女子会ルールを教えてあげるなど根は良い奴。
雲雀丘華澄（ひばりがおか かすみ）
高一萩組。西園寺と行動を共にする。冷静沈着な性格であり何をやっても失敗に終わる西園寺を宥める役割も担う。
西所沢瑠璃（にしところざわ るり）
高一萩組。西園寺と行動を共にする。縦ロールと八重歯が特徴。

## アニメ
『女子高生 GIRL'S-HIGH』のタイトルで、2006年4月から同年6月まで放送された。全12話。作品自体は16：9で製作されているが、テレビ放送においては左右をカットして4：3で放送していた。
『コミックハイ!』誌上からアニメ化された作品は、本作が初めてである。

### スタッフ
- 原作 - 大島永遠
- 監督 - ふじもとよしたか
- シリーズ構成 - 白根秀樹
- キャラクターデザイン - きしもとせいじ
- 美術監督 - 吉原一輔
- 色彩設計 - 竹村さき子
- 撮影監督 - 沖野雅英
- 編集 - 中川綾子
- 音響監督 - 清水勝則
- 音楽 - Angel Note
- プロデューサー - 伊平崇耶、川瀬浩平、野中郷壱、越中おさむ
- 制作 - アームス
- プロデュース - GENCO
- 製作著作 - 「女子高生」製作委員会（東芝エンタテインメント、ジェネオンエンタテインメント、双葉社、GENCO）

### 主題歌
オープニングテーマ「キラメク」
作詞 - mavie / 作曲 - 黒須克彦 / 編曲 - 鈴木マサキ / 歌 - yozuca*

エンディングテーマ「incl.」
作詞・作曲 - meg rock / 編曲 - 加藤大佑 / 歌 - meg rock

### 各話リスト
| 話数 | サブタイトル                                              | 脚本       | 絵コンテ         | 演出             | 作画監督                |
| ---- | --------------------------------------------------------- | ---------- | ---------------- | ---------------- | ----------------------- |
| 1    | 女子高生はバカである。                                    | 白根秀樹   | ふじもとよしたか | ふじもとよしたか | JANG MIN-HO             |
| 2    | 身体検査は乙女の恥じらいの薫り。                          | 伊藤美智子 | 福田きよむ       | 耶馬たかし       | 石井繁                  |
| 3    | 恋して、ダマして、ラブホテル？                            | 白根秀樹   | 赤坂三十郎       | 大西景介         | 樋口聡一                |
| 4    | 祝！ 咲女はいまだにブルマーです。                         | 伊藤美智子 | イワナガアキラ   | イワナガアキラ   | 伊藤祐毅                |
| 5    | 水着と美少女とマッチョな先生。                            | 白根秀樹   | ふじもとよしたか | 清水一伸         | 清水智子 蜂巣当太       |
| 6    | 亀裂。                                                    | 白根秀樹   | 大西景介         | 大西景介         | 樋口聡一                |
| 7    | 間違って教え子をナンパすると 大変なことになるという実例。 | 伊藤美智子 | 大畑晃一         | 耶馬たかし       | JANG MIN-HO             |
| 8    | ウチらも昔は若かった。 〜バック・トゥ・ザ・数年前〜       | 白根秀樹   | 大畑晃一         | イワナガアキラ   | JOO KIL-SOO 伊藤祐毅    |
| 9    | さらば！ 香田あかり。                                     | 伊藤美智子 | 大西景介         | 大西景介         | 樋口聡一                |
| 10   | メガネ！ メガネ！ メガネ！                                | 白根秀樹   | こでらかつゆき   | 清水一伸         | 清水智子                |
| 11   | 咲女悲恋譚 〜想い、歳月を超えて〜                         | 伊藤美智子 | じんきともしよ   | ふじもとよしたか | 藤田正幸                |
| 12   | バカ、果てしなくバカ。                                    | 白根秀樹   | ふじもとよしたか | 耶馬たかし       | 伊藤祐毅 きしもとせいじ |
| SP   | 秩父遠足流れ旅！ 〜飛翔編〜                               | 白根秀樹   | ふじもとよしたか | 松本マサユキ     | 石井繁                  |
| SP   | 秩父遠足流れ旅！ 〜迷走編〜                               | 白根秀樹   | ふじもとよしたか | 松本マサユキ     | 石井繁                  |
| SP   | 秩父遠足流れ旅！ 〜再会編〜                               | 白根秀樹   | ふじもとよしたか | 松本マサユキ     | 石井繁                  |

映像特典の3つの作品「秩父遠足流れ旅！飛翔編・迷走編・再会編」はDVD-BOXを予約しないと手に入らなかったスペシャルエピソードDVD（予約先着特典）。

### 放送局
| 放送地域   | 放送局            | 放送期間                 | 放送日時           | 放送系列       | 備考             |
| ---------- | ----------------- | ------------------------ | ------------------ | -------------- | ---------------- |
| 埼玉県     | テレ玉            | 2006年4月3日 - 6月19日   | 月曜 25:30 - 26:00 | 独立UHF局      |                  |
| 千葉県     | チバテレビ        | 2006年4月3日 - 6月19日   | 月曜 26:10 - 26:40 | 独立UHF局      |                  |
| 兵庫県     | サンテレビ        | 2006年4月3日 - 6月19日   | 月曜 26:10 - 26:40 | 独立UHF局      |                  |
| 日本全域   | AT-X              | 2006年4月8日 - 6月24日   | 土曜 11:30 - 12:00 | CS放送         | 視聴年齢制限つき |
| 神奈川県   | tvk               | 2006年4月8日 - 6月24日   | 土曜 25:30 - 26:00 | 独立UHF局      |                  |
| 中京広域圏 | メ〜テレ          | 2006年4月21日 - 8月19日  | 金曜 28:15 - 28:45 | テレビ朝日系列 |                  |
| 日本全域   | BIGLOBEストリーム | 2006年4月28日 - 7月14日  | 金曜 15:00 - 15:30 | ネット配信     |                  |
| 日本全域   | GyaO              | 2006年9月15日 - 10月20日 | 金曜 18:00 - 19:00 | ネット配信     |                  |

## 書籍・DVD・CD
※DVD以外は全て双葉社より発行。

### コミックス
完結していなかったが、2006年1月からは新装版が発売されている。このため、1-6巻までは旧版と新装版の2つが存在するが、現在、一般に流通しているのは新装版のみ。
- 大島永遠 『女子高生』 双葉社 〈アクションコミックス〉、既刊6巻
  1. 2002年2月26日発売 ISBN 4-575-82657-X
  2. 2002年7月17日発売 ISBN 4-575-82710-X
  3. 2003年1月28日発売 ISBN 4-575-82776-2
  4. 2003年9月27日発売 ISBN 4-575-82879-3
  5. 2004年1月28日発売 ISBN 4-575-82930-7
  6. 2004年10月12日発売 ISBN 4-575-83019-4
- 大島永遠 『女子高生 新装版』 双葉社 〈アクションコミックス〉、全13巻
  1. 2006年1月12日発売 ISBN 4-575-83179-4
  2. 2006年1月12日発売 ISBN 4-575-83180-8
  3. 2006年1月12日発売 ISBN 4-575-83181-6
  4. 2006年1月28日発売 ISBN 4-575-83187-5
  5. 2006年1月28日発売 ISBN 4-575-83188-3
  6. 2006年1月28日発売 ISBN 4-575-83189-1
  7. 2006年3月11日発売 ISBN 4-575-83214-6
  8. 2006年7月12日発売 ISBN 4-575-83255-3
  9. 2007年8月11日発売 ISBN 978-4-575-83393-5
  10. 2015年4月10日発売 ISBN 978-4-575-84607-2
  11. 2015年9月10日発売 ISBN 978-4-575-84682-9
  12. 2016年3月12日発売 ISBN 978-4-575-84771-0
  13. 2016年9月12日発売 ISBN 978-4-575-84851-9

- 大島永遠 『女子高生 Girls-Live』 双葉社 〈アクションコミックス〉、全6巻
  1. 2011年10月12日発売 ISBN 978-4-575-83976-0
  2. 2012年7月12日発売 ISBN 978-4-575-84096-4
  3. 2013年1月12日発売 ISBN 978-4-575-84186-2
  4. 2013年10月12日発売 ISBN 978-4-575-84298-2
  5. 2014年7月10日発売 ISBN 978-4-575-84450-4
  6. 2015年6月10日発売 ISBN 978-4-575-84632-4

### 文庫
- 大島永遠 『女子高生』 双葉社 〈双葉文庫 名作シリーズ〉、全4巻（未完）
  1. 2004年10月20日発売 ISBN 4-575-72533-1
  2. 2004年12月16日発売 ISBN 4-575-72537-4
  3. 2005年2月15日発売 ISBN 4-575-72543-9
  4. 2007年6月19日発売 ISBN 978-4-575-72631-2

### 書籍
- 『女子高生ファンブック 〜咲女入学案内〜』 ISBN 4-575-83220-0

### DVD
| 巻数                           | 発売日                       | 収録内容                     | 規格品番                     |
| 女子高生 GIRL'S-HIGH DVD-BOX   | 女子高生 GIRL'S-HIGH DVD-BOX | 女子高生 GIRL'S-HIGH DVD-BOX | 女子高生 GIRL'S-HIGH DVD-BOX |
| ------------------------------ | ---------------------------- | ---------------------------- | ---------------------------- |
| 女子高生 GIRL'S-HIGH DVD-BOX 1 | 2006年5月25日                | 第1話〜第4話                 | GNBA-7238                    |
| 女子高生 GIRL'S-HIGH DVD-BOX 2 | 2006年7月21日                | 第5話〜第8話                 | GNBA-7239                    |
| 女子高生 GIRL'S-HIGH DVD-BOX 3 | 2006年9月22日                | 第9話〜第12話                | GNBA-7240                    |
| 女子高生 GIRL'S-HIGH DVD       |                              |                              |                              |
| 女子高生 GIRL'S-HIGH DVD Vol.1 | 2006年5月25日                | 第1話〜第2話                 | GNBA-7241                    |
| 女子高生 GIRL'S-HIGH DVD Vol.2 | 2006年6月23日                | 第3話〜第4話                 | GNBA-7242                    |
| 女子高生 GIRL'S-HIGH DVD Vol.3 | 2006年7月21日                | 第5話〜第6話                 | GNBA-7243                    |
| 女子高生 GIRL'S-HIGH DVD Vol.4 | 2006年8月25日                | 第7話〜第8話                 | GNBA-7244                    |
| 女子高生 GIRL'S-HIGH DVD Vol.5 | 2006年9月22日                | 第9話〜第10話                | GNBA-7245                    |
| 女子高生 GIRL'S-HIGH DVD Vol.6 | 2006年10月25日               | 第11話〜第12話               | GNBA-7246                    |

### CD
- 女子高生 ドラマCD
とらのあな3500ポイントとの交換でのみ入手可能な非売品。声優が何人かアニメ版と異なる。
- 女子高生 GIRL'S-HIGH キャラクターソング&ドラマ（2006年5月24日、LHCA-5038）
- 女子高生 GIRL'S-HIGH オリジナルサウンドトラック（2006年7月5日、LHCA-5043）

## ゲーム
『女子高生 GAME'S-HIGH!!』のタイトルで、PlayStation 2専用ソフトとしてアイディアファクトリーより2006年9月28日に発売された。
通常版がアニメ版、初回限定版が原作版の絵柄で描き下ろしパッケージとなっている。
主人公は咲女に赴任してきた教育実習生・諸星一久（もろぼし かずひさ）。1年竹組の副担任として、バカ軍団を相手に3週間を過ごす。なお、ギャルゲーの定石に則り進め方次第ではバカ軍団の1人1人と親密になることも可能。

## ラジオ
- 女子高生digitalラジオ
  - TE-A roomにて2006年1月から2006年10月まで配信された（全32回）。パーソナリティは生天目仁美。
  - 放送開始前である2005年12月に2回のプレ放送が行われた。こちらにはゲストとして現役女子高生が出演している。

出演したゲストは以下の通り。
- 大島永遠（原作者 第1、2回）
- 浅野真澄（声優 第3回）
- 雪野五月（声優 第4回）
- 氷上恭子（声優 第23、24回）

番組後半に職員会議として、生天目仁美に加えプロデューサー陣がトークをする回も存在する。登場した裏方陣は川瀬浩平、伊平崇耶、小林治など。